# Rotunda (scrittura)

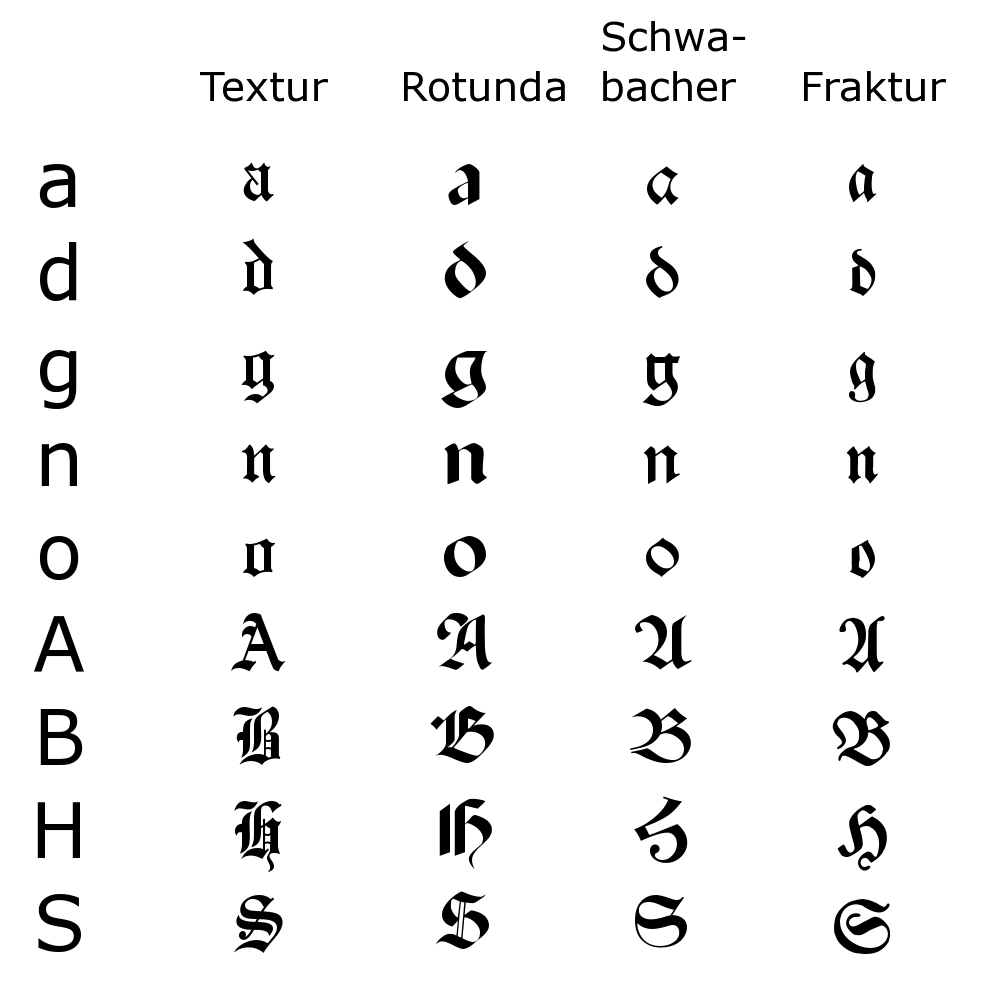
Il tipo di Rotunda a confronto con altri tipi gotici

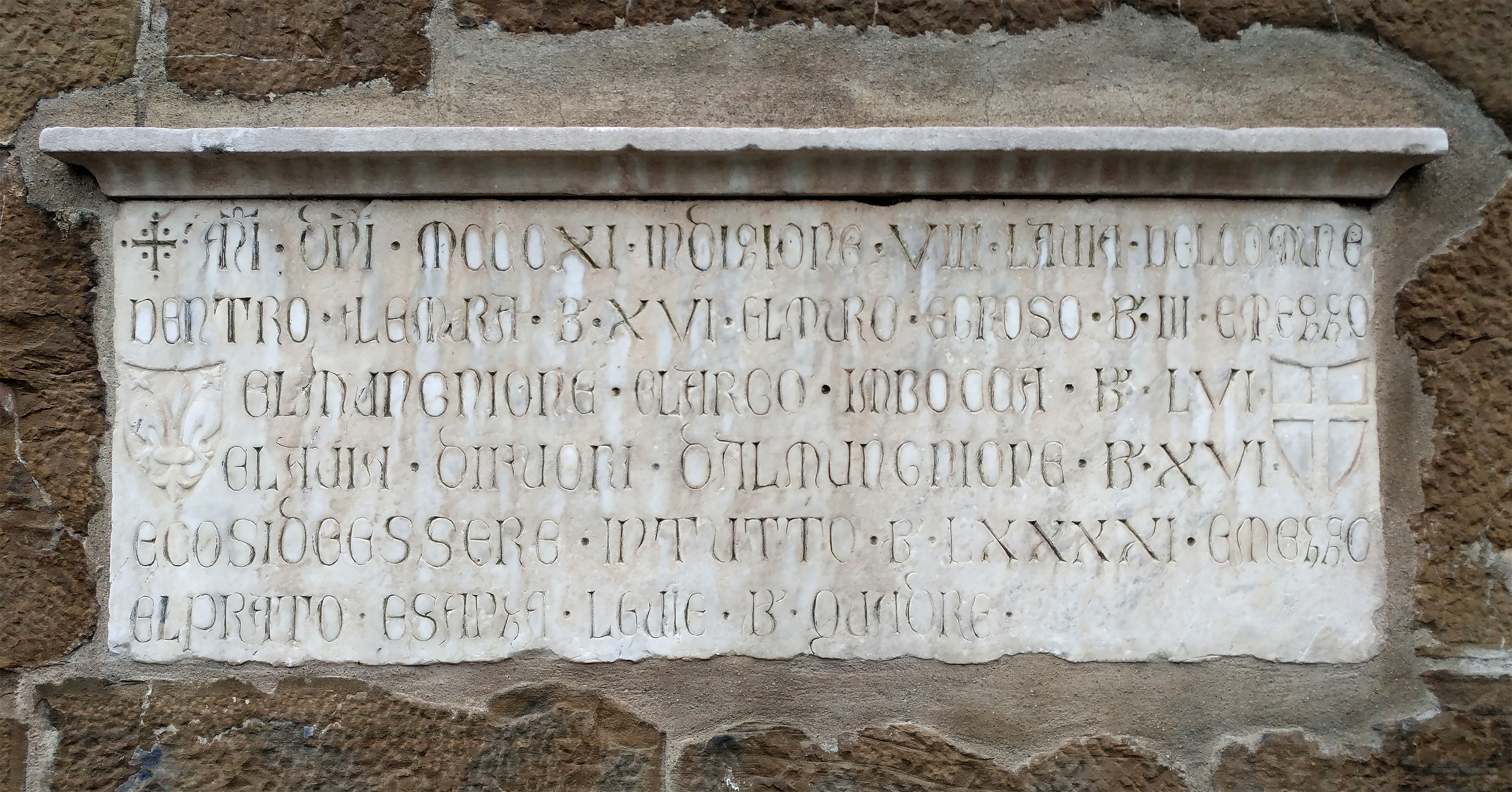
Una lapide italiana del 1311, in scrittura gotica rotunda

La Rotunda  è una varietà della scrittura gotica; nata in Italia, trae origine dalla minuscola carolina.
La rotunda ha una forma meno angolare rispetto a quella usata nel nord Europa. La forma più comune di rotunda italiana si trova nella littera bononiensis, d'uso all'Università di Bologna nel XIII secolo.
Determinanti per la costituzione della rotunda furono gli umanisti italiani Poggio Bracciolini e Niccolò Niccoli.

## Caratteristiche
Le sue caratteristiche sono:
- Le aste non inferiori non assumono la riduzione di L;
- Le lettere sono larghe;
- Le curve meno spezzate;
- Non c'è tratto orizzontale su 7;
- La A non ha la 2x pancia;
- Il chiaroscuro è verticale.

La rotunda è anche caratterizzata da specifiche abbreviazioni (come q con una linea sotto per indicare "qui") e dalla sintassi inusuale, come la sostituzione della s con la x (esempio: "milex" piuttosto che "miles").